# Lanxi (Suihua)
Der Kreis Lanxi (chinesisch 兰西县, Pinyin Lánxī Xiàn) ist ein Kreis im Nordosten der Volksrepublik China. Er gehört zum Verwaltungsgebiet der bezirksfreien Stadt Suihua in der Provinz Heilongjiang. Er hat eine Fläche von 2.485 km² und zählt 308.684 Einwohner (Stand: Zensus 2020). Sein Hauptort ist die Großgemeinde Lanxi (兰西镇).

## Administrative Gliederung
Auf Gemeindeebene setzt sich der Kreis aus vier Großgemeinden und elf Gemeinden zusammen. 